# Rudersdal
Rudersdal is een gemeente in de Deense regio Hoofdstad (Hovedstaden) en telt 56.133 inwoners (2017).
Bij de herindeling van 2007 werden de volgende gemeentes bij Rudersdal gevoegd: Søllerød en Birkerød.

## Plaatsen in de gemeente
- Rudersdal (circa 19.000 inwoners)
- Birkerød
- Holte (zetel)
- Nærum
- Bistrup
- Vedbæk
- Gammel Holte
- Søllerød
- Skodsborg
- Trørød
- Høsterkøb
- Brådebæk
- Ubberød
- Sandbjerg
- Rude Skov

Albertslund · Allerød · Ballerup · Bornholm · Brøndby · Dragør · Egedal · Fredensborg · Frederiksberg · Frederikssund · Furesø · Gentofte · Gladsaxe · Glostrup · Gribskov · Halsnæs · Helsingør · Herlev · Hillerød · Høje-Taastrup · Hørsholm · Hvidovre · Ishøj · København · Lyngby-Taarbæk · Rødovre · Rudersdal · Tårnby · Vallensbæk
- International Standard Name Identifier: 0000 0004 0413 8146
- MusicBrainz: c2627bed-ae69-4180-8d89-d1e087a710e1